# دايسوكي تادا
دايسوكي تادا (باليابانية: 多田 大介) (11 أغسطس 1982 في أوكاياما في اليابان – )؛ هو لاعب كرة قدم ياباني سابق كان يلعب كحارس مرمى.

## وصلات خارجية
- دايسوكي تادا على موقع رابطة كرة القدم اليابانية للمحترفين (اليابانية)
- دايسوكي تادا على موقع قاعدة بيانات كرة القدم.إي يو (الإنجليزية)
- دايسوكي تادا على موقع Soccerway.com (الإنجليزية)
- دايسوكي تادا على موقع عالم كرة القدم.نت (الإنجليزية)